# Bandeira da Samoa Americana
A bandeira da Samoa Americana é um dos símbolos oficiais desse território não incorporado dos Estados Unidos. Foi oficialmente adotada em 27 de abril de 1960 e representa as relações entre os samoanos e os norte-americanos.

## História
Antes de os primeiros europeus chegarem às ilhas de Samoa no século XVIII, não existia nenhuma bandeira no arquipélago. Os samoanos utilizaram bandeiras pela primeira vez durante a década de 1800, embora não esteja claro que bandeiras foram usadas devido a documentação parcial. As ilhas foram contestadas pela Alemanha, Reino Unido e Estados Unidos na virada do século; os três países resolveram a disputa dividindo a Samoa entre si durante a Convenção Tripartida em 1899. Como resultado de um acordo com os altos chefes da ilha de Tutuila, os Estados Unidos assumiram o controle da Samoa mais a leste em 17 de abril de 1900 e levantaram sua bandeira no mesmo dia. a única bandeira oficial da Samoa Americana até 1960.
Anteriormente Samoa Americana tinha como bandeira oficial a bandeira dos Estados Unidos. O desenho atual foi usado pela primeira vez no Dia da Bandeira, em 17 de abril de 1960. O modelo atual foi definido no ano anterior, tendo sido desenhado pelo estudante Fareti Sotoa, que participou de um concurso de design de bandeira na "Samoana High School". O rascunho foi enviado ao Instituto de Heráldica do Exército dos EUA, que finalizou o desenho.

## Características
O desenho é o de um retângulo de proporções 10:19 de fundo azul, sobre o qual há um triângulo em asna invertida, ou seja, um triângulo isósceles branco cuja base é a lateral direita da bandeira. O triângulo é delimitado por uma fímbria (orla) vermelha de proporção 1:20 em relação à altura da bandeira.
No triângulo branco há uma águia-de-cabeça-branca voltada para a esquerda segurando em suas garras uma fue (um espantador de moscas) e uma  anave, uma clave cerimonial. O azul da bandeira é o Pantone 280C, e o vermelho, 200C.
| Cor | Sistema Pantone | CMYK        | RGB           | Hex     |
| --- | --------------- | ----------- | ------------- | ------- |
|     | Branco          | 0.0.0.0     | 255, 255, 255 | #FFFFFF |
|     | Azul 280C       | 100.85.0.39 | 1, 33, 105    | #012169 |
|     | Vermelho 200C   | 0.100.76.13 | 186, 12, 47   | #BA0C2F |

## Simbolismo
As cores branca, azul e vermelha são as mesmas da bandeira dos Estados Unidos e a águia-de-cabeça-branca simbolizam a ligação com os Estados Unidos. O fue é um tipo de espantador de moscas que, na cultura local, significa um atributo do chefe samoano e símbolo da sabedoria e autoridade; o anave (ou talavalu), uma clave cerimonial, simbolizam a cultura samoana. Assim, a águia (símbolo norte americano) segurando esses objetos que são símbolo da autoridade e cultura samoana simboliza a amizade entre os dois povos

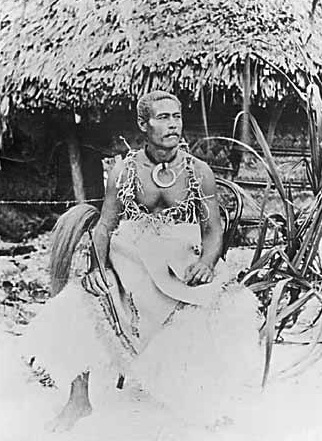
Tuimanuʻa Elisala Alalamua, o último chefe Tui Manu'a (1899–1909) segurando um "fue" em sua mão direita
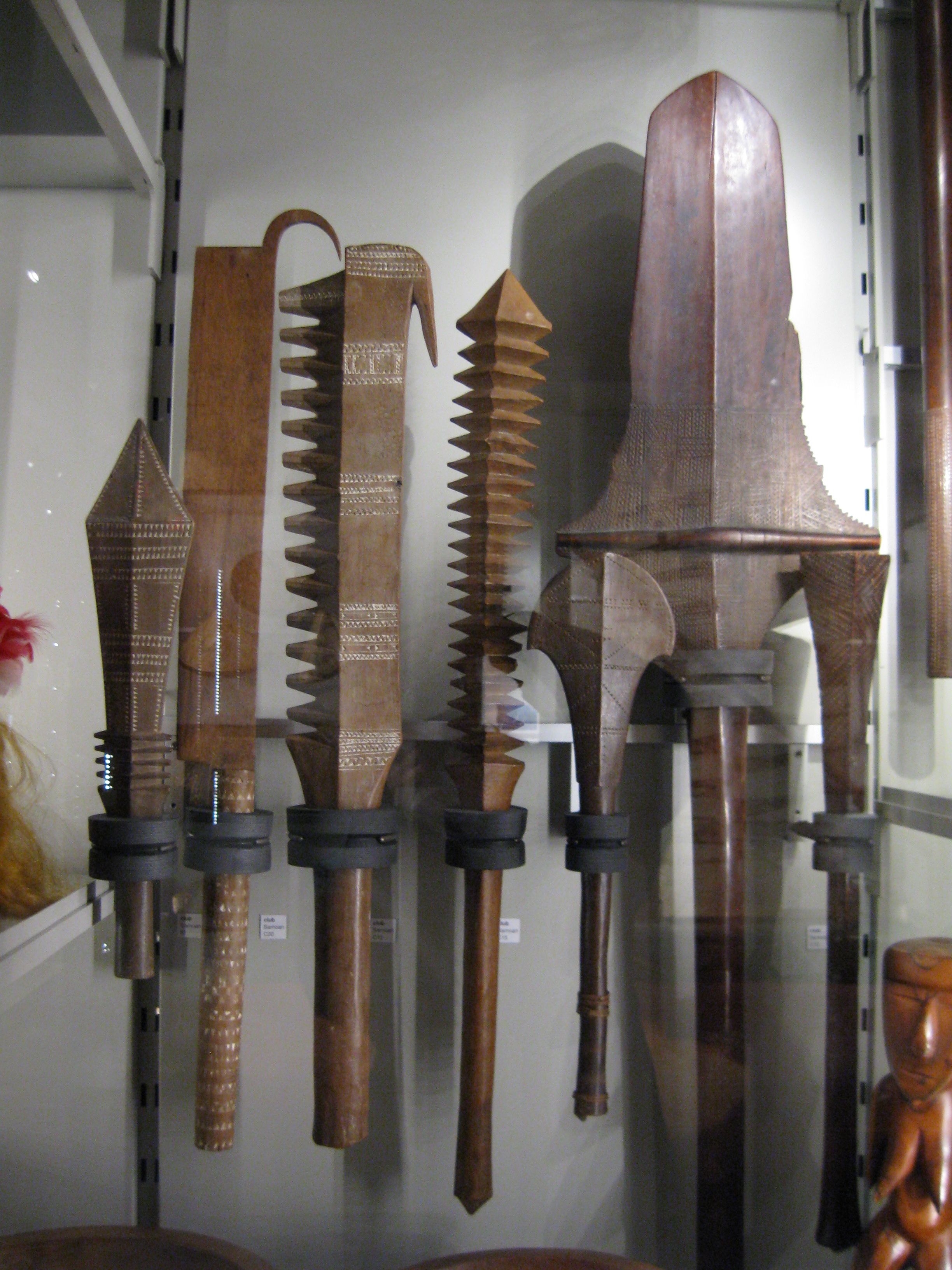
Vários tipos de claves samoanas expostas no Museu de Antropologia da UBC em Vancouver. O tipo que mostrado na bandeira (anave) é o primeiro da esquerda
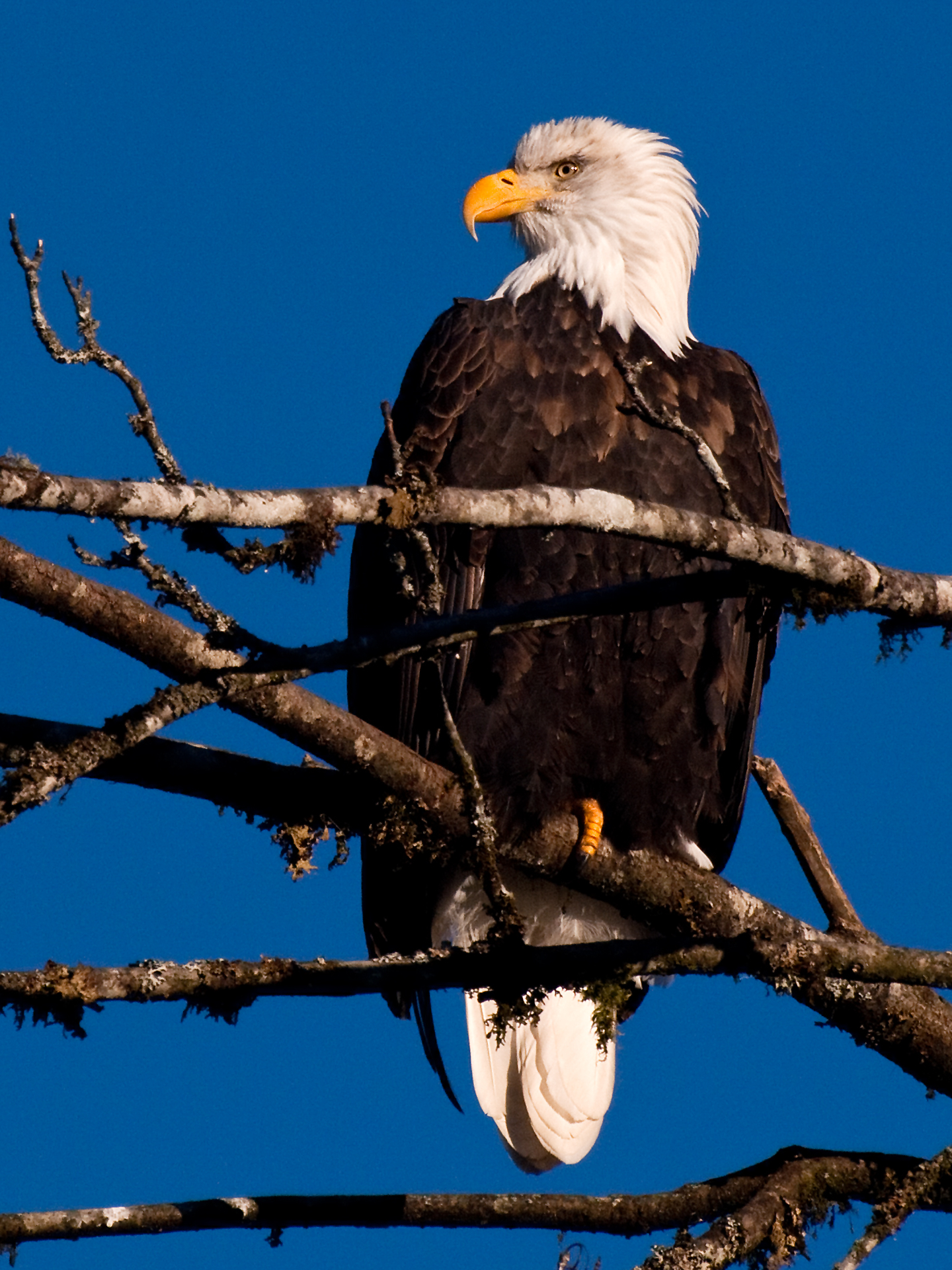
Águia-cabeça-branca (Haliaeetus leucocephalus), um dos mais famosos símbolos norte-americanos